# Evert van Hemert
Evert van Hemert (Haarlem, 12 april 1952 – 14 juli 2022) was een Nederlands beeldhouwer en schilder.

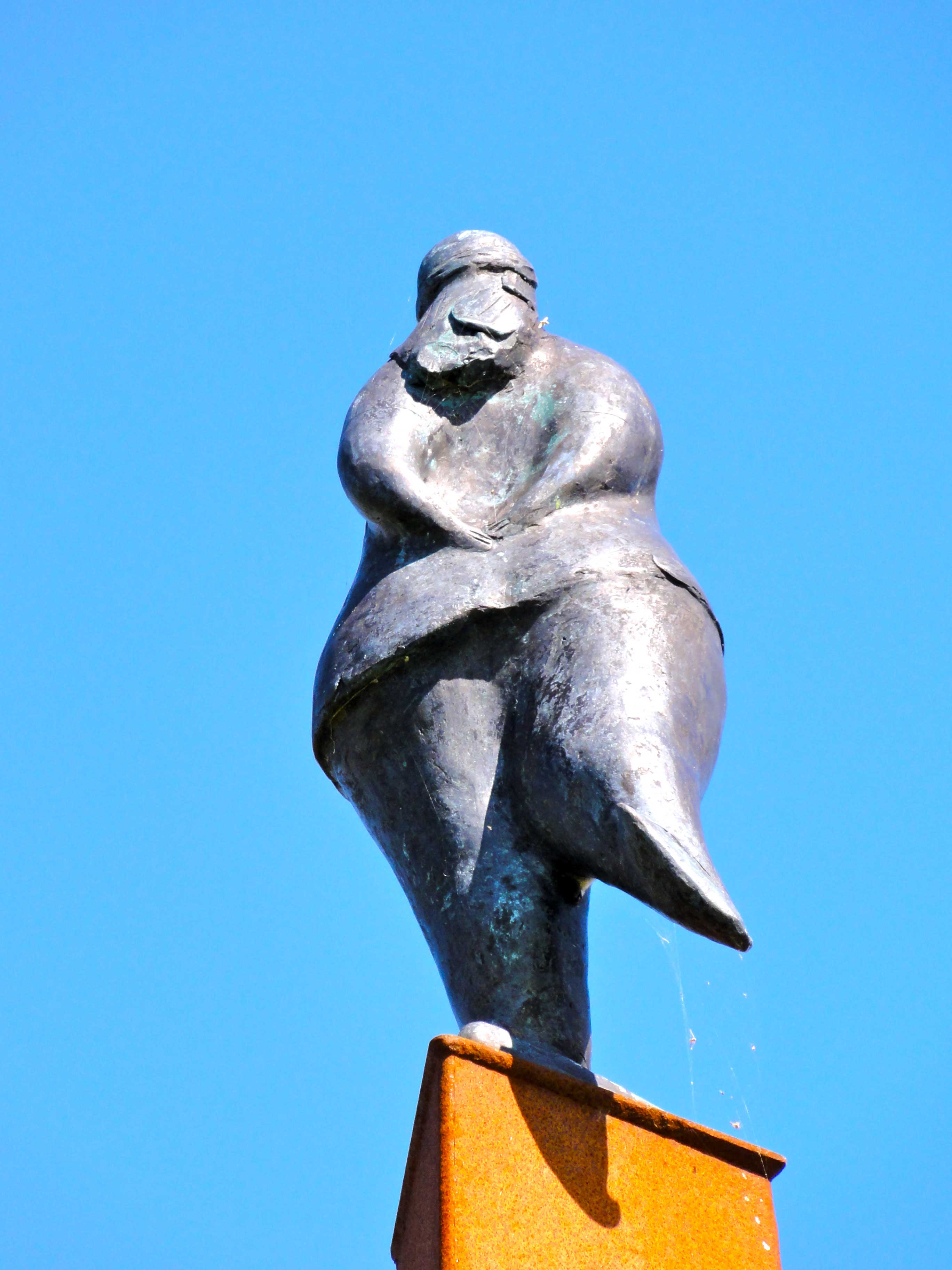
Aukje in Hindeloopen, een van een serie van elf beelden in de elf Friese steden van de Elfstedentocht

## Leven en werk
Van Hemert was een autodidact. Zijn opleiding aan de Rietveldacademie duurde, volgens informatie op zijn website, slechts tien minuten. Zijn werk is voornamelijk figuratief. Hij hield van weelderige vormen met een erotische uitstraling. Zowel vrouwen als dieren, vooral paarden, behoorden tot zijn onderwerpen. Zijn bronzen beelden maakte hij zelf, vanaf het eerste wasmodel tot en met het gieten en patineren. Zijn werk wordt geëxposeerd in binnen- en buitenland. Voor zijn schilderijen gebruikte hij voornamelijk acrylverf op linnen.
De kunstenaar was werkzaam in Haarlem, Griekenland, New Orleans en heeft zich daarna gevestigd in het Friese Kolderwolde. Evert van Hemert overleed in 2022 op 70-jarige leeftijd.

## Beeldenroutes
- Langs de weg die door het dorp voert, de Oordenwei, staan een tiental creaties van hem, een beeldenroute genaamd: Famkes fan Kolderwolde. Commissaris der Koningin in de provincie Friesland de heer Ed Nijpels heeft op vrijdag 8 april 2005 het laatste van de tien beelden onthuld genaamd "De laatste kerkgangster".
- In de elf Friese steden van de Elfstedentocht zijn op de route waar weg en water elkaar kruisen elf bronzen beelden van Aukje, een schaatsrijdster op een zuil van cortenstaal geplaatst. Het laatste beeld werd in 2007 aan de Bonkevaart in Leeuwarden geplaatst.

## Werk

### Bronzen beelden
- Milkmaid
- Een dagje naar de stad
- Sietske
- Famke op'e bolle
- Dansend
- Trekzakspeelster
- Dancing in the street
- Klaske
- Kermispaardje
- De Verleiding
- Show your tits
- De laatste kerkgangster
- Venus van Kolderwolde
- Kleine poes
- Antonia
- Aukje

### Schilderijen
- Hobbelpaard (Anna's wilde ride)
- De verdeling
- Bull riding
- Leda (gemengde techniek)
- Lady Godiva